# 親愛的初戀
是一部2018年的美國青春愛情喜劇電影，由葛瑞格·貝蘭提執導，改編自貝琪·艾伯塔利所著的小說《西蒙和他的出櫃日誌》，由尼克·羅賓森、喬許·杜哈莫和珍妮佛·嘉納主演。影片講述了隱藏自己同性戀身分的少年賽門·斯派爾在面臨出櫃抉擇時的掙扎。
本片於2018年2月27日在酷兒狂歡影展首映，3月16日在北美地區公映，發行方為二十世紀福斯。這是首部由好萊塢六巨頭製片公司發行、面向北美主流電影市場的同性戀題材青春愛情片。

## 劇情概要
賽門·斯派爾是佐治亞州亞特蘭大市一所高中的學生，同時也是一名未出櫃的同性戀者。他與父親傑克、母親艾蜜莉和妹妹諾拉組成了一個幸福的家庭。賽門在學校內外與三位好友形影不離：尼克、青梅竹馬的莉婭，以及相識不久的亞比。
有一天，莉婭告訴賽門，學校的匿名傾訴部落格上有一名化名「阿藍」（Blue）的學生發文，坦白自己是未出櫃的男同性戀。賽門隨即通過阿藍留下的電郵地址聯繫到了對方，並為自己取了化名「雅各」（Jacques）。他們相互傾訴了很多未曾對他人表露的秘密，並逐漸互生情愫。然而，賽門的同學馬丁意外發現了二人的通訊記錄。馬丁一直暗自愛慕賽門的好友亞比，便藉此機會要脅賽門，要他幫自己對亞比展開追求攻勢。
賽門開始懷疑他的同學布拉姆就是阿藍。在一次萬聖節聚會上，賽門試著接近布拉姆，卻意外撞見他和一位女生正在親熱。賽門在聚會上大醉，被莉婭攙扶回家，莉婭當晚也在他家留宿。二人睡前在臥室聊天，莉婭模稜兩可地表示，她一直覺得自己命中注定要無比深切地愛著一個人。賽門認為她說的那個人正是二人的共同好友尼克。
在一次被迫幫助馬丁追求亞比的行動中，賽門、馬丁和亞比在一家餐廳見面，排練學校舞台劇演出的台詞。在這期間，賽門對在餐廳兼職做侍應的同學萊爾產生了好感，認為他就是阿藍。當晚，賽門在駕車送亞比回家的途中向她出了櫃。亞比的反應平靜而正面，這讓賽門深受鼓舞。在不久後的一場校橄欖球賽上，賽門再次偶遇萊爾，並打算邀他約會。但賽門話未出口，萊爾卻承認他也對亞比有愛慕之情，這讓賽門很受打擊。在賽場上扮作學校吉祥物的馬丁在此刻又來糾纏賽門，要他出謀劃策，賽門不耐煩地告訴他，「要麼玩大點，要麼就放棄」。馬丁聽從了他的建議，在比賽開始前的演唱國歌環節奪下了演唱者的麥克風，在全場觀眾見證下向亞比表白。然而，亞比卻告訴馬丁，自己對他並沒有愛意。
表白失敗的馬丁成為了大家嘲笑的對象。感到受辱的他一氣之下在聖誕夜把賽門和阿藍的通訊記錄發到了匿名部落格上，並公開了賽門的真實姓名。賽門的妹妹諾拉看到了貼文並將其舉報，雖然貼文被撤下，但此時大多數學生都已經讀過其內容。賽門趕走了試圖安撫自己的諾拉，也對朋友們的短信轟炸置之不理。聖誕節一早，賽門向父母出了櫃。傑克和艾蜜莉雖然驚訝，但也願意接受。不久後，阿藍告訴賽門決定中止二人的通訊，並刪除了自己的電郵帳號。
在聖誕節假期，尼克和亞比成為了情侶，並發現賽門一直在暗地裡試圖讓亞比接受馬丁的追求。重新開學後，二人對賽門進行了憤怒的質問。莉婭更向賽門坦白，她愛的人並非尼克，而正是賽門。她也為賽門向亞比首先出櫃而感到失望。
感到孤立無援的賽門在學校繼續嘗試確定阿藍的真實身分，但沒有成果。在學校的食堂裡，賽門和另一位公開同性戀身份的同學伊森被當眾羞辱。兩人互相打開心扉，向對方傾訴了自己在出櫃時遇到的種種障礙。放學後，馬丁想要向賽門道歉，但被他憤怒地拒絕了。
賽門進行了出櫃後和父母的首次深入交談，得到了他們的鼓勵和安撫。賽門向莉婭道歉，並承認自己愛著阿藍。在莉婭的幫助下，他跟尼克和亞比重歸於好。賽門在匿名部落格上發表貼文，正式承認了自己的性取向，同時懇請阿藍亮明身份。他來到學校的遊樂場，坐在摩天輪上等待阿藍，有大批讀過他貼文的同學們來到摩天輪下，等待見證結果。苦等許久後，賽門買的摩天輪票即將用盡，同在人群中觀看的馬丁來到摩天輪下，為他買了最後一圈的票。就在這時，布拉姆現身，承認自己就是阿藍，賽門在萬聖節聚會上撞見的親熱場景只是醉酒後的失態。二人一起坐上摩天輪，並接了吻。
最終，賽門的生活恢復了正常，重新建立了與家人和朋友之間的親密紐帶，也和布拉姆開始了一段戀愛關係。

## 主要演員
- 尼克·羅賓森飾演西蒙
- 喬許·杜哈莫飾演傑克，賽門的父親
- 珍妮佛·嘉納飾演艾蜜莉，賽門的母親
- 凱薩琳·蘭福德飾演莉婭，賽門的好友
- 雅莉珊卓·希普飾演亞比，賽門的好友
- 飾演尼克，賽門的好友
- 飾演布拉姆，賽門的同學，化名「阿藍」的筆友
- 喬伊·波拉瑞飾演萊爾，賽門的同學
- 飾演凱爾，賽門的同學
- ·米勒飾演馬丁，賽門的同學
- 飾演諾拉，賽門的妹妹
- 托尼·海爾飾演沃斯先生，賽門學校的副校長

## 製作
影片的主體拍攝於2017年3月6日在佐治亞州亞特蘭大啟動，於四月下旬完成。

## 音樂專輯
《親愛的初戀》的兩張音樂專輯於影片北美公映當日發行，分別作為影片的原聲帶和配樂專輯。

### 原聲帶
影片的原聲帶收錄了歡樂看台樂隊、·希文、艾米·夏克、The 1975等歌手和樂隊的新老曲目。
| Love, Simon (Original Motion Picture Soundtrack)（《親愛的初戀》電影原聲帶） | Love, Simon (Original Motion Picture Soundtrack)（《親愛的初戀》電影原聲帶） | Love, Simon (Original Motion Picture Soundtrack)（《親愛的初戀》電影原聲帶） | Love, Simon (Original Motion Picture Soundtrack)（《親愛的初戀》電影原聲帶） | Love, Simon (Original Motion Picture Soundtrack)（《親愛的初戀》電影原聲帶） |
| 曲序                                                                         | 曲目                                                                         | 词曲                                                                         | 演唱                                                                         | 时长                                                                         |
| ---------------------------------------------------------------------------- | ---------------------------------------------------------------------------- | ---------------------------------------------------------------------------- | ---------------------------------------------------------------------------- | ---------------------------------------------------------------------------- |
| 1.                                                                           | Alfie's Song (Not So Typical Love Song)                                      | 杰克·安东诺夫 艾爾希·朱伯 （ 英语 ： Ilsey Juber） 哈利·斯泰爾斯                        | Bleachers                                                                    | 3:01                                                                         |
| 2.                                                                           | Rollercoaster                                                                | 杰克·安东诺夫 約翰·希爾                                                      | Bleachers                                                                    | 3:08                                                                         |
| 3.                                                                           | Never Fall in Love                                                           | 杰克·安东诺夫 卡倫·瑪麗·奧斯特                                               | 杰克·安东诺夫、MØ                                                            | 3:36                                                                         |
| 4.                                                                           | Strawberries & Cigarettes                                                    | ·希文 杰克·安东诺夫 亞歷克斯·霍普 （ 英语 ： Alex Hope (songwriter)）                              | ·希文                                                                        | 3:21                                                                         |
| 5.                                                                           | Sink In                                                                      | 本·伯傑 （ 英语 ： Captain Cuts） 茱莉亞·麥可斯 萊恩·麥可馬洪 （ 英语 ： Captain Cuts）              | 艾米·夏克                                                                    | 4:35                                                                         |
| 6.                                                                           | Love Lies                                                                    | 哈立德·羅賓森 諾曼妮 查理·漢索姆 賈米爾·查馬斯 泰勒·帕克斯 （ 英语 ： Taylor Parks）     | 哈立德、諾曼妮                                                               | 3:20                                                                         |
| 7.                                                                           | The Oogum Boogum Song                                                        | 阿佛列·斯密 （ 英语 ： Brenton Wood）                                                    | Brenton Wood                                                                 | 2:34                                                                         |
| 8.                                                                           | Love Me                                                                      | 亞當·漢恩 喬治·丹尼 馬修·希利 （ 英语 ： The 1975） 羅斯·麥可唐納                    | The 1975                                                                     | 3:42                                                                         |
| 9.                                                                           | I Wanna Dance with Somebody (Who Loves Me)                                   | 喬治·梅里爾 （ 英语 ： George Merrill (songwriter)） 夏農·盧比坎 （ 英语 ： Shannon Rubicam）                          | 惠妮·休斯頓                                                                  | 4:50                                                                         |
| 10.                                                                          | Someday at Christmas                                                         | 朗·米勒 （ 英语 ： Ron Miller (songwriter)） 布萊恩·威爾斯                                          | 五人組                                                                       | 2:44                                                                         |
| 11.                                                                          | Wings                                                                        | 尼尼·法比 本傑明·蓋博                                                        | Haerts                                                                       | 4:58                                                                         |
| 12.                                                                          | Keeping a Secret                                                             |                                                                              | Bleachers                                                                    | 3:25                                                                         |
| 13.                                                                          | Wild Heart                                                                   | 杰克·安东诺夫 約翰·希爾                                                      | Bleachers                                                                    | 3:21                                                                         |

這張專輯登上了一些專輯銷售排行榜：
| 榜單（2018年）              | 最高排名 |
| --------------------------- | -------- |
| 專輯榜（ARIA)               | 82       |
| 加拿大专辑榜（Billboard）   | 24       |
| 美國专辑榜（Billboard 200） | 37       |

### 配樂專輯
影片的配樂由作曲師羅伯·西蒙森操刀。
| Love, Simon (Original Motion Picture Score)（《親愛的初戀》電影配樂） | Love, Simon (Original Motion Picture Score)（《親愛的初戀》電影配樂） | Love, Simon (Original Motion Picture Score)（《親愛的初戀》電影配樂） |
| 曲序                                                                  | 曲目                                                                  | 时长                                                                  |
| --------------------------------------------------------------------- | --------------------------------------------------------------------- | --------------------------------------------------------------------- |
| 1.                                                                    | Simon and Blue                                                        | 4:08                                                                  |
| 2.                                                                    | The Spier House                                                       | 1:04                                                                  |
| 3.                                                                    | Love, Simon                                                           | 2:36                                                                  |
| 4.                                                                    | Car Confessions                                                       | 2:30                                                                  |
| 5.                                                                    | Change is Exhausting                                                  | 1:40                                                                  |
| 6.                                                                    | Vacation in the Middle of Nowhere                                     | 1:23                                                                  |
| 7.                                                                    | New Message                                                           | 1:03                                                                  |
| 8.                                                                    | Creekwood High                                                        | 1:41                                                                  |
| 9.                                                                    | Gonna Get Some Air                                                    | 1:31                                                                  |
| 10.                                                                   | Coming out Straight                                                   | 1:10                                                                  |
| 11.                                                                   | Abbey Deserves a Superhero                                            | 2:07                                                                  |
| 12.                                                                   | You Get to Breathe Now                                                | 1:57                                                                  |
| 13.                                                                   | Homecoming                                                            | 1:46                                                                  |
| 14.                                                                   | Doves                                                                 | 2:11                                                                  |
| 15.                                                                   | Promise Me You Won't Disappear                                        | 2:45                                                                  |
| 16.                                                                   | Tell Me About Blue                                                    | 0:51                                                                  |
| 17.                                                                   | I Shouldn't Have Missed It                                            | 1:47                                                                  |
| 18.                                                                   | Something I Want to Tell You                                          | 4:19                                                                  |
| 19.                                                                   | You Know Where to Find Me                                             | 1:08                                                                  |

## 上映
影片於2018年2月27日在酷兒狂歡影展進行了全球首映，並又先後在格拉斯哥影展、墨爾本酷兒影展、金馬奇幻影展等影展上進行了展映。
本片被美國電影協會定為PG-13級，在北美地區由二十世紀福斯進行戲院發行，2018年3月16日公映。此外，影片於同年5月在新加坡（5月3日）、香港（3日）和台灣（4日）等華語地區公映。影片在台灣上映前夕，發行方邀請到馬來西亞歌手李佳薇為影片演唱主題曲《你是我的》。在同性性行為仍屬違法的新加坡，本片因同性戀主題而被定為最嚴格的R21級，21歲以下人士不得觀看。

## 反響與評價

### 票房
正式公映一週前，《親愛的初戀》在2018年3月9日晚在北美927家戲院進行了超前優先場放映，收穫票房約80萬美元，被娛樂新聞網站Deadline.com認為表現優秀。影片於3月16日在北美2402家戲院正式公映，首週末三天收穫1176萬美元票房（院均票房4894美元），在當週票房排行榜上名列第五。影片於6月14日從北美院線下畫，映期合計91天，北美總票房為4083萬美元。根據票房數據網站Box Office Mojo的統計，截至影片下畫，在1980年以來所有以同性戀題材作為主題或以同性戀角色作為主角的電影中，《親愛的初戀》的北美票房使該片位居歷史票房榜第十一位，也成為了2005年的《斷背山》後北美票房最高的同性愛情電影。
截至影片下線，《親愛的初戀》的全球總票房為6632萬美元，北美票房佔到其中的61.6%。影片在北美以外的47個國家或地區公映，英國是其中最大的市場，合計貢獻票房519萬美元。

### 評價
在影評聚合網站爛番茄上，《親愛的初戀》收到的166條媒體影評中有152條為好評，新鮮度為92%，十分制下的平均分為7.4；網站給出的影評人共識寫道：「比起這個前輩如林的類型中的很多其他影片，《親愛的初戀》更加純熟地把握住了成長的脈搏，也在包容性議題上有著姍姍來遲（雖然並不完全成功）的里程碑意義。」在同類型網站Metacritic上，本片在百分制下獲得了來自38家媒體的72分平均分，代表「總體好評」。在市場調查機構CinemaScore針對首映日觀眾的調查中，本片獲得了最高的「A+」評級。
RogerEbert.com、《今日美國》和《滾石》都為影片給出了三星半（滿分四星）的評分。RogerEbert.com稱該片是「一場激進性的包容行動」，認為它的LGBTQ主題使青春電影中的各種老套橋段重新煥發生機。《今日美國》稱讚其「不僅有重要的歷史意義，也是實實在在的佳作」。《滾石》認為影片對性取向議題的處理過於溫和，但同時也指出，對於這樣一部被幾代同性戀少年熱切盼望的電影來說，「這種保守的PG-13分級策略有助於贏得更廣的觀眾群體」。
《娛樂週刊》給了本片B+的評級，認為其劇作精準，不過整個故事都被包裹在一個「自我接受的泡沫幻象」中，弱化了同性身份所帶來的尖銳現實和可怖時刻。Time Out為影片給出了四星（滿分五星），稱影片雖然缺少以往同性戀角色身上令人印象深刻的「潑辣氣質」（bitchiness），卻依然是一部可愛而認真的高中愛情片。《衛報》也給出了四星（滿分五星）評價，盛讚了影片作為首部主流同性青春愛情片的文化價值，但也認為影片不只是「公益宣傳片」，而是「無比迷人」、「如感染般讓人快樂」的成長電影。《綜藝》認為影片在很多層面上都具有開創性，尤其是它在主角性取向之外與其他青春片的驚人相似。
《名利場》指出賽門的角色欠缺足夠的同性戀特質，認為本片固然會讓同性戀觀眾下意識地幻想重新經歷一次更美好的少年時光，但另一方面也令人更加渴望銀幕上能夠有真實描繪當下同性戀生活的電影。《好萊塢報道者》則指出，雖然一定有觀眾希望影片對同性戀少年生活的描寫能夠更加真實，但《親愛的初戀》的溫和特質也使它在另一種意義上具有了重要乃至顛覆性的文化意義，因為它的「老少咸宜」恰恰避免了被觀眾挑出任何爭議性內容的可能。IndieWire認為本片在好萊塢的開創性地位值得被讚賞，雖然影片本身不如其所要描繪的同性戀群體那樣鮮活有趣，但依然不失為一個好的開始。
《華盛頓郵報》為影片給出了兩星半（滿分四星）的評價，稱該片儘管沒有大的過失，卻也由於過分保守而略顯索然無味。《大西洋》形容影片是「開創性地平庸」，批評賽門的角色彷彿「人格真空」，使得主角的角色刻畫反而不如其他角色完整，讓觀眾無法了解到他在性取向以外的其他特質。A.V. Club給了本片「C+」評級，認為影片的角色和情節都浮於表面，缺乏深度和邏輯，而這樣的虛假氣質沖抵了影片本身的真誠。

## 外部連結
- 官方网站
- 互联网电影数据库（IMDb）上《親愛的初戀》的资料（英文）
- 豆瓣电影上《親愛的初戀》的資料 （简体中文）
- 时光网上《親愛的初戀》的資料（简体中文）
- 開眼電影網上《親愛的初戀》的資料（繁體中文）
- Yahoo奇摩電影上《親愛的初戀》的資料（繁體中文）
- 雅虎香港電影上《親愛的初戀》的資料（繁體中文）